# كونور روبرتسون
كونور روبرتسون (بالإنجليزية: Connor Robertson)‏ هو لاعب كرة قاعدة أمريكي، ولد في 10 سبتمبر 1981 في توسكالوسا في الولايات المتحدة.

## وصلات خارجية
- كونور روبرتسون على موقع دوري كرة القاعدة الرئيسي (الإنجليزية)
- كونور روبرتسون على موقعبيزبول رفرنس.كوم (الدوري الرئيسي) (الإنجليزية)
- كونور روبرتسون على موقعبيزبول رفرنس.كوم (الدوري الثانوي) (الإنجليزية)
- كونور روبرتسون على موقع إي إس بي إن.كوم (أم.أل.بي) (الإنجليزية)
- كونور روبرتسون على موقع مشجعي الرسوم البيانية (الإنجليزية)